# Zonsverduistering van 10 juni 2021
De zonsverduistering van 10 juni 2021 betrof een ringvormige zonsverduistering die uitsluitend op het noordelijk halfrond te zien was.

## Zichtbaarheid
De eclips was gedeeltelijk te zien zijn in delen van Canada, de Verenigde Staten, Europa, Marokko en het noorden van Azië. Het kerngebied liep van Canada, via Groenland en de geografische noordpool naar het noordoosten van Rusland. De grootste eclips was te zien in het uiterste noorden van Canada op de coördinaten 80,8°N en 66,8°W. Daar werd 89% van de zon verduisterd.

### Limieten
| Fenoneem                    | Code | Tijdstip (UTC) |
| --------------------------- | ---- | -------------- |
| Eerste contact bijschaduw   | P1   | 08:12:15,5     |
| Eerste contact kernschaduw  | U1   | 09:49:43,4     |
| Kernschaduw compleet vanaf  | U2   | 10:00:36,9     |
| Bijschaduw compleet vanaf   | P2   | Niet           |
| Maximum eclips              | GE   | 10:41:51.0     |
| Bijschaduw compleet t/m     | P3   | Niet           |
| Kernschaduw compleet t/m    | U3   | 11:22:53,4     |
| Laatste contact kernschaduw | U4   | 11:33:44,7     |
| Laatste contact bijschaduw  | P4   | 13:11:15,6     |

### Zichtbaarheid Benelux
Ook in de Benelux was een gedeeltelijke eclips te zien. In Utrecht vond deze van 11:19 tot 13:31 (lokale tijd) plaats. Om 12:23 zal daar 17% van het zonoppervlak afgedekt zijn. Het was onbewolkt gedurende de zonsverduistering. In Brussel was van 11:17 tot 13:25 een gedeeltelijke eclips zichtbaar.
- Zichtbaarheid van de zonsverduistering vanuit Utrecht

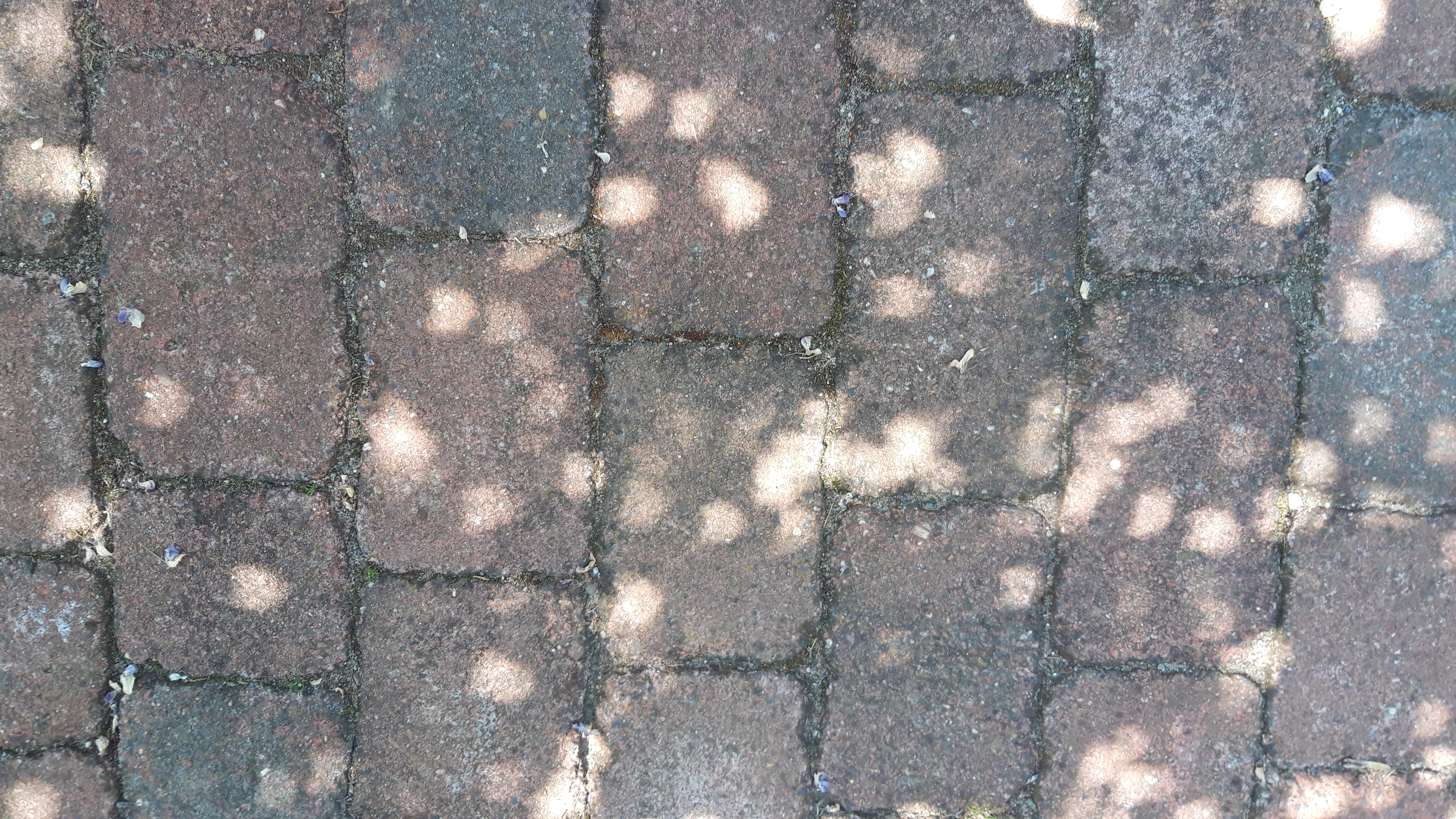
De beelden van de zon op stenen met een hapje eruit gezien als projectie door de bladeren. .